# 操作环境
操作环境或集成应用程序环境（英語：Operating Environment）是计算机软件中，用户运行应用程序软件的环境。这个环境包括一个由应用程序管理器提供的用户界面，通常是应用程序编程接口（API）充当程序管理器。
操作环境通常不能称为一个完整的操作系统，而是作为一种中间件，在操作系统和应用程序之间。例如， Microsoft Windows的第一个版本Windows 1.0并不是完整的操作系统，而是使用API把GUI覆盖在DOS上。类似的， IBM U2系统可以在Unix / Linux和Windows NT上运行。通常，用户界面是基于文本或图形，而不是命令行界面（例如DOS或Unix shell ），它常被用于连接基础的操作系统。
在1980年代中期，基于文本和图形的用户操作环境将DOS操作系统的内核封装在壳层中，这使得用户的屏幕显示变成菜单式的“桌面”，可以选择和运行PC的应用程序。这些操作系统环境使用户更为方便地使用集成软件，而不需要把它们打包在一个软件包中。

## 历史

### DOS操作环境
在1980年代中期，基于文本和图形的用户界面操作环境（例如IBM TopView ， Microsoft Windows ， Digital Research的GEM Desktop ， GEOS和Quarterdeck Office Systems的DESQview）用壳层把DOS操作系统封装起来，这让用户可以使用一个菜单式的“桌面”，选择并运行PC应用程序。它们不只是简单的菜单式应用程序（例如Framework和Symphony之类的集成程序），而是作为操作环境。应用程序可以在这些操作环境之间进行切换，打开新窗口和剪切及粘贴操作。这些操作系统环境使用户更为方便地使用集成软件，而不需要把它们打包在一个软件包中。丰富的操作环境使TSR程序（例如Borland Sidekick）变得多余。 因为Windows在操作环境里提供了这些实用程序，而且它们在系统的控制之下，避免了保存在RAM上的程序引发的内存冲突。 在之后的版本中，Windows从操作环境发展为具有以DOS为引导加载程序的完整操作系统（ Windows 9x ），并且开发了完整的操作系统Windows NT 。自Windows 2000以来，所有版本的Windows均基于Windows NT内核。